# セッツェ
セッツェ（伊: Sezze）は、イタリア共和国ラツィオ州ラティーナ県にある、人口約24,000人の基礎自治体（コムーネ）。

## 地理

### 位置・広がり

#### 隣接コムーネ
隣接するコムーネは以下の通り。括弧内のRMはローマ県所属を示す。
- バッシアーノ
- カルピネート・ロマーノ (RM)
- ラティーナ
- ポンティーニア
- プリヴェルノ
- ロッカゴルガ
- セルモネータ

### 気候分類・地震分類
セッツェにおけるイタリアの気候分類 (it) および度日は、zona D, 1661 GGである。
また、イタリアの地震リスク階級 (it) では、zona 3B (sismicità bassa) に分類される。

## 行政

### 山岳部共同体
- 広域行政組織である山岳部共同体（イタリア語版）「モンティ・レピーニ・アウソニ山岳部共同体」 (it:Comunità montana dei Monti Lepini Ausoni) （事務所所在地: プリヴェルノ）に属する。

### 分離集落
セッツェには、以下の分離集落（フラツィオーネ）がある。
- Colli, Casali, Ceriara, Crocemoschitto, Foresta, Sezze Scalo, Suso, Boccioni, Collemeso, Melogrosso, Case Rosse, Campo Cervino, Archi San Lidano, Ponte Corradini

## 姉妹都市
- コザールミシュレニ, ハンガリー, 2004年から
- リオーニ, イタリア